# Un poco perdido
«Un poco perdido» es una canción interpretada por el grupo musical argentino Tan Biónica. Fue lanzado como el cuarto sencillo del álbum Hola mundo el 11 de septiembre de 2015, y se editó en mayo del mismo año. Cuenta con la colaboración vocal del cantautor colombiano Juanes, siendo esta la segunda colaboración que hace el grupo con otro artista en un disco propio, y la primera en convertirse en sencillo.

## Antecedentes
La grabación de Hola mundo se llevó a cabo mayormente en los meses previos y durante la última etapa del Tour Destinológico, gira musical del álbum anterior del grupo musical, Destinología. Dijo Bambi, bajista del grupo, acerca de la composición de la canción: 

Con @chanotb Chano, vocalista y líder del grupo compusimos esta canción de a pedacitos: un poco por WhatsApp, un poco por mail, un poco en Unísono Estudios, un poco en una camioneta cruzando la frontera entre La Rioja y Catamarca, un poco en el piano de mi casa, un poco en las vías del tren, cerca de la suya. Un poco perdidos. Encontrándonos, tratando de encontrar la música y la letra que expresaran ese sentimiento tan gris que nos permita entender que la vida tiene momentos difíciles y otros maravillosos, que todos los días tienen sol y tormenta pero hay que seguir.

Asimismo, sobre la colaboración con Juanes, declaró:

[...] Nuestra relación con él se dio de manera natural, artística. Lo conocimos en una entrega de premios de una radio en Buenos Aires, luego fuimos a cenar, le pusimos unos auriculares y le mostramos la canción. Le encantó y nos dijo que quería participar. Juanes representa un sonido latinoamericano integral, que no pertenece a un solo país, más allá de que todos sabemos que él es colombiano.

Según Juanes, la canción trata de "conectarte con las personas, abrazarte con las personas, mirarte a los ojos, reconocerte en el otro como hermanos que somos".
Después de las polémicas que enfrentó Chano debido a un comentado accidente ocurrido mientras conducía una camioneta en la noche del 5 de agosto de 2015, el grupo retomó su actividad y estrenó este nuevo sencillo junto al video musical del mismo, el cual había sido grabado en junio en la ciudad de Miami (Estados Unidos). Chano estrenó el video musical en su cuenta de Twitter.

## Estructura
La letra de la canción está organizada en 3 partes: la primera (precedida por una introducción instrumental), compuesta por 2 estrofas y un estribillo; la segunda, compuesta por otras dos estrofas, una repetición del estribillo con la letra cambiada y otra que sí repite la primera letra casi en su totalidad; y la tercera (dividida de la anterior por un interludio), en la que el estribillo se repite 2 veces con otras 2 letras distintas para cada repetición; conformándose de esta manera la letra más larga del disco (que también es la canción de mayor duración). La base instrumental es predominantemente acústica en la introducción y las estrofas, protagonizada por un piano al que luego acompaña una guitarra acústica, sin dejar de escucharse prácticamente en ningún momento golpes de percusión electrónica y los sintetizadores y moogs que caracterizan el sonido de la banda; por su parte, el estribillo cuenta con base de programación y percusión adicional.
De acuerdo con la crítica, "la participación de Juanes no implica que la canción tenga aires caribeños", pero sí reconocen en ella "influencias de carnavalito", a pesar de que Bambi declaró en una entrevista que el álbum "no tiene raíces folklóricas y hay mucho de nuestra idiosincrasia porteña". Según él, la intención de la banda en cuanto al sonido del tema fue "hacer algo como «Mis noches de enero» [del trabajo anterior, Destinología] que es bailable, pero lenta". Por su parte, Chano explicó que se siente como "un tema de Depeche Mode, que te abrazás y saltás".

## Video musical
El video musical fue dirigido por Gustavo Garzón. Fue grabado en Miami, y muestra a varios jóvenes acostados en el piso mirando sus teléfonos celulares, quienes cantan junto al grupo musical en una cancha de básquet a la cual ingresan para cantar, bailar y sacarse fotos.
Fue filmado con cámaras profesionales, teléfonos inteligentes y GoPros.

## Créditos

### Miembros
- Chano: Voz principal.
- Bambi: Bajo y programaciones.
- Diega: Baterías.
- Seby: Guitarras.

### Músicos invitados
- Juanes: Voz.
- Mariano Campoliete: Voz.
- Germán Guarna: Piano y flute.
- Ignacio Macaluse: Percusión.
- Nikko Taranto: Batería.

### Composición
- Letra: Chano.
- Música: Bambi y Chano.